# Nowogród (gmina)
Pour les articles homonymes, voir Nowogród (homonymie).
Nowogród est une gmina mixte du powiat de Łomża, Podlachie, dans le nord-est de la Pologne. Son siège est la ville de Nowogród, qui se situe environ 16 km au nord-ouest de Łomża et 87 km à l'ouest de la capitale régionale Białystok.
La gmina couvre une superficie de 100,98 km2 pour une population de 3 977 habitants.

## Géographie
Outre la ville de Nowogród, la gmina inclut les villages de Baliki, Chmielewo, Dzierzgi, Grądy, Grzymały, Jankowo-Młodzianowo, Jankowo-Skarbowo, Kupnina, Mątwica, Morgowniki, Ptaki, Serwatki, Sławiec, Sławiec Dworski, Sulimy et Szablak.
La gmina borde les gminy de Łomża, Mały Płock, Miastkowo et Zbójna.